# Filmfare Award/Bestes Drehbuch
Der Filmfare Best Screenplay Award wird vom Filmfare-Magazin verliehen und ist eine Preiskategorie der jährlichen Filmfare Awards für Hindi-Filme. Der Preis für den besten Drehbuchautoren wird seit 1969 vergeben.
Liste der Preisträger und der Filme, für die sie gewonnen haben:
| Jahr | Drehbuchautor                                        | Film                                                             |
| ---- | ---------------------------------------------------- | ---------------------------------------------------------------- |
| 1969 | Nabendu Ghosh                                        | Majhli Didi                                                      |
| 1970 | Hrishikesh Mukherjee                                 | Anokhi Raat                                                      |
| 1971 | Vijay Anand                                          | Johny Mera Naam                                                  |
| 1972 | Basu Chatterjee                                      | Sara Akash                                                       |
| 1973 | Arabinda Mukherjee                                   | Amar Prem                                                        |
| 1974 | Javed Akhtar und Salim Khan                          | Zanjeer                                                          |
| 1975 | Shama Zaidi und Kaifi Azmi                           | Garam Hawa                                                       |
| 1976 | Salim Khan                                           | Deewaar                                                          |
| 1977 | Basu Chatterjee                                      | Chhoti Si Baat                                                   |
| 1978 | Lekh Tandon, Vrajendra Gaur und Madhusudan Kalekar   | Dulhan Wahi Jo Piya Man Bhaaye                                   |
| 1979 | Kamleshwar                                           | Pati Patni Aur Woh                                               |
| 1980 | B. V. Karanth und Girish Karnad                      | Godhuli                                                          |
| 1981 | Vijay Tendulkar                                      | Aakrosh                                                          |
| 1982 | K. Balachander                                       | Ek Duuje Ke Liye                                                 |
| 1983 | Salim Khan                                           | Shakti                                                           |
| 1984 | Vijay Tendulkar und Mahesh Bhatt                     | Ardh Satya und Arth                                              |
| 1985 | Mrinal Sen                                           | Khandhar                                                         |
| 1986 | Gautam Ghose und Partha Banerjee                     | Paar                                                             |
| 1987 | kein Preis                                           |                                                                  |
| 1988 | kein Preis                                           |                                                                  |
| 1989 | Nasir Hussain                                        | Qayamat Se Qayamat Tak                                           |
| 1990 | Shivkumar Subramaniam                                | Parinda                                                          |
| 1991 | Basu Chatterjee                                      | Kamla Ki Maut                                                    |
| 1992 | Tapan Sinha                                          | Ek Doctor Ki Maut                                                |
| 1993 | Aziz Mirza, Manoj Lalwani                            | Raju Ban Gaya Gentleman                                          |
| 1994 | Robin Bhatt, Javed Siddiqui und Akash Khurana        | Baazigar                                                         |
| 1995 | Sooraj R. Barjatya                                   | Hum Aapke Hain Koun…!                                            |
| 1996 | Aditya Chopra                                        | Dilwale Dulhania Le Jayenge – Wer zuerst kommt, kriegt die Braut |
| 1997 | Rajkumar Santoshi                                    | Ghatak                                                           |
| 1998 | Subhash Ghai                                         | Pardes                                                           |
| 1999 | Karan Johar                                          | Kuch Kuch Hota Hai – Und ganz plötzlich ist es Liebe             |
| 2000 | John Mathew Matthan                                  | Sarfarosh                                                        |
| 2001 | Ravi Kapoor und Honey Irani                          | Kaho Naa ... Pyaar Hai – Liebe aus heiterem Himmel               |
| 2002 | Farhan Akhtar                                        | Dil Chahta Hai                                                   |
| 2003 | Mani Ratnam                                          | Saathiya – Sehnsucht nach dir                                    |
| 2004 | Rajkumar Hirani, Lajan Joseph und Vidhu Vinod Chopra | Munnabhai M.B.B.S.                                               |
| 2005 | Mani Ratnam                                          | Yuva                                                             |
| 2006 | Nina Arora und Manoj Tyagi                           | Page 3                                                           |
| 2007 | Jaideep Sahni                                        | Khosla Ka Ghosla                                                 |
| 2008 | Anurag Basu                                          | Metro: Die Liebe kommt nie zu spät                               |
| 2009 | Yogendra Vinayak Joshi und Upendra Sidhaye           | Mumbai Meri Jaan                                                 |
| 2010 | Rajkumar Hirani, Vidhu Vinod Chopra, Abhijat Joshi   | 3 Idiots                                                         |
| 2011 | Anurag Kashyap und Vikramaditya Motwane              | Udaan                                                            |